# Aeroportul Maury County
Aeroportul Maury County (IATA: MRC, ICAO: KMRC, FAA LID: MRC) este un aeroport din Tennessee, Statele Unite ale Americii ce deservește zona Columbia⁠(d). Aeroportul a fost tranzitat în 2019 de 18 pasageri.
Situat la o altitudine de 208 m, aeroportul dispune de 2 piste.

## Infrastructură

### Piste
Aeroportul dispune de 2 piste. Pista 06/24 are suprafața de asfalt și dimensiunile 6.000 picioare × 100 picioare. Pista 17/35 are suprafața de Iarbă și dimensiunile 1.811 picioare × 150 picioare. 